# Janusz z Tuliszkowa

Herb Janusza z Tuliszkowa

Janusz z Tuliszkowa – rycerz wielkopolskiej szlachty herbu Dryja.
Od 1403 kasztelan kaliski; 1408 i 1409 – poseł do Wielkiego Mistrza Zakonu Krzyżackiego; 1410 starosta królewski w Gdańsku do czasu wycofania się wojsk polskich. Podpisał pokój toruński 1411 roku. 1414–1418 – delegat strony polskiej na Sobór w Konstancji. Był sygnatariuszem aktu unii horodelskiej 1413 roku. W latach 1413–1426 starosta kłecki, który 4 maja 1413 r. reprezentował mieszczan kłeckich na posiedzeniu kapituły generalnej arcybiskupa Mikołaja Trąby w procesie z kłeckim plebanem, ks. Bogutą. Był sygnatariuszem pokoju mełneńskiego 1422 roku.
Prawdopodobnie w 1416 został członkiem Zakonu Kolii Sabaudzkiej; w 1417 lub 1418 przystąpił do Bractwa św. Krzysztofa; 1419 – poseł na Węgry; 1420 – po zamieszkach na zjeździe w Łęczycy osłabienie pozycji na dworze króla; 1424 – poseł do Austrii (prawdopodobnie ostatnia podróż dyplomatyczna).
Związany z miastem Tuliszków, które w herbie posiada rycerza. W 2009 r. Mennica Polska wyemitowała dla Tuliszkowa monetę (dukat lokalny, nominał 4 partnerki) w nakładzie 20.000 sztuk z podobizną rycerza i herbu gminy Tuliszków.